# Andrea Rossi (Unternehmer)
Andrea Rossi (* 3. Juni 1950 in Mailand) ist ein italienischer Erfinder und Unternehmer sowie verurteilter Betrüger. Er ist Erfinder des Energie-Katalysators (auch E-Cat), den er als Kernfusionsreaktor für kalte Fusion vorstellte.
Er behauptete, ein Verfahren erfunden zu haben, um organische Abfälle in Öl zu verwandeln. 1978 gründete er zu diesem Zweck die Firma Petroldragon. In den frühen 1990er Jahren wurde die Firma aufgelöst und Rossi auf Grund unerlaubter Entsorgung von Giftstoffen sowie Steuerhinterziehung verurteilt.

## Biografie
Andrea Rossi wurde am 3. Juni 1950 in Mailand geboren und graduierte 1973 an der Universität Mailand in Philosophie mit einer Arbeit zum Zusammenhang zwischen Albert Einsteins Relativitätstheorie und der Phänomenologie nach Edmund Husserl.
Rossi ist mit Maddalena Pascucci verheiratet.

## Unternehmen

### Petroldragon
1974 beantragte Rossi ein Patent für eine Verbrennungsanlage. Es beschrieb das Recycling von Abfällen und wurde in Mailand in der Tecniche Nuove veröffentlicht. Danach gründete er Petroldragon, ein Unternehmen, das Öl aus Abfall gewinnen sollte. In den 1990er Jahren kamen Vorwürfe über die Verklappung von Giftstoffen, sowie Vorwürfe über Steuerhinterziehung auf. Sein Vermögen wurde eingezogen und Rossi blieb bis zum Prozess in Untersuchungshaft. Rossi verbrachte vier Jahre im Gefängnis.
Die Regierung der Lombardei wendete über 40 Millionen Euro auf, um 70.000 Tonnen Giftmüll, die Petroldragon unsachgemäß verklappt hatte, zu entsorgen. Der Bürgermeister von Lacchiarella, Luigi Acerbi, sagte: „In den Jahren, als Rossi hier arbeitete, wurde, soweit wir wissen, kein Tropfen Öl erzeugt.“
Nach eigener Darstellung wurde er Opfer eines Angriffes der Ölindustrie, die sich durch seine Erfindung bedroht fühlte und Druck auf die italienische Regierung ausübte, um Petroldragon sowie seinen Ruf zu zerstören. Er war mehrmals in Haft, sei aber jedes Mal freigesprochen worden. Mittlerweile gebe es weltweit mehrere auf seinem Patent basierende Anlagen, die erfolgreich Abfall in Biodiesel umwandelten, unter anderem in Edmonton, Kanada.

### Strom aus Abwärme
In den USA gründete Rossi die Beratungsfirma Leonardo Technologies, Inc. (LTI). Er sicherte sich einen Rüstungsauftrag, um Strom mit der Hilfe von thermoelektrischen Generatoren aus Abwärme zu erzeugen. Dies ähnlich den Heiz- und Kühlelementen, die auf dem Peltier-Effekt basieren, deren Effizienz aber nur wenige Prozent beträgt. Rossi behauptete, seine Geräte könnten 20 % Wirkungsgrad erreichen. Er schickte 27 thermoelektrische Geräte zur Auswertung an ein Forschungs- und Entwicklungszentrum. 19 Geräte produzierten überhaupt keine Elektrizität, die verbleibenden jeweils weniger als 1 Watt anstelle der erwarteten 800–1000 Watt.

### Energie-Katalysator (so genannte „kalte Fusion“)
Im Januar 2011 stellten Andrea Rossi und Sergio Focardi ein Gerät vor, das angeblich Energie rentabel durch kalte Fusion erzeugen soll. Angeblich könne er einen Ein-Megawatt-Reaktor für 1,5 Millionen Euro bereits zum Kauf anbieten.
Der sogenannte Energie-Katalysator soll, wie Rossi in einem Interview behauptete, die Energie auf der Grundlage einer „schwachen Kernreaktion“ erzeugen. Allerdings wurde bei der internationalen Patentanmeldung das Gerät als nicht patentierbar abgelehnt, da die Funktionsweise den allgemein anerkannten Gesetzen der Physik widerspräche. Die Anwendung müsste entweder experimentell oder theoretisch bestätigt werden. Journalisten war es nicht erlaubt, den Kern des Reaktors zu untersuchen.
Rossi behauptet, dass in seinem „Reaktor“ Kerne von Nickel- und Wasserstoffatomen bei niedrigen Temperaturen (1400 °C) miteinander verschmelzen.
Claude Petitjean vom Schweizer Paul Scherrer Institut bezweifelt dies aufgrund der Coulomb-Barriere, die eine Teilchenfusion verhindere: „Ich halte es für ausgeschlossen, dass der Reaktor von Herrn Rossi auf Basis einer Kernfusion Energie erzeugt.“
Ähnlich äußern sich Wissenschaftler vom Max-Planck-Institut für Plasmaphysik: „Wenn die allgemein anerkannten Gesetze der Physik die Natur richtig beschreiben, dann ist in diesen Anlagen eine ‚kalte Fusion‘ nicht möglich“, und Ulrich Samm, Leiter der Kernfusionsforschung am Forschungszentrum Jülich: „Was Herr Rossi macht, gehört in die Kategorie Scharlatanerie.“

### Ecat SKLed
Im April 2021 kündigte die Leonardo Corporation eine Lampe an, die sogenannte „Ecat SKLed“, die ab dem 25. November 2021 für einen Preis von 25 $ verkauft werde und die ab sofort vorbestellbar sei. Diese Lampe erzeuge im Gegensatz zu aktuell üblichen Technologien anstatt mit 100 Watt mit nur 4 Watt eine Helligkeit von 10.000 Lumen. Das Unternehmen bezieht sich auf ein Patent und eine Veröffentlichung Rossis, die angeblich die Leistungen der Lampe erklären würden. Die Produktion starte allerdings nur dann, wenn mindestens 1 Million Vorbestellungen eingegangen seien.
Am 14. Dezember verkündete Rossi nach einer unglücklich verlaufenen Präsentation auf Youtube, bei der ein Wirkungsgrad nicht nachgewiesen werden konnte, dass die Lampe doch nicht produziert werden wird.

### Ecat SKLep
Im Dezember 2021 kündigte Rossi den Stromgenerator SKLep an und startete eine Vorbestellphase. Dieser soll konstant 100 Watt Strom erzeugen und für das Aufladen von Batterien und den Betrieb von Motoren gedacht sein. Auch hier soll die Produktion erst starten, sobald 1 Million Vorbestellungen erreicht sind. Ein Verkaufsstart ist bis dato noch nicht bekannt.